# Šanon

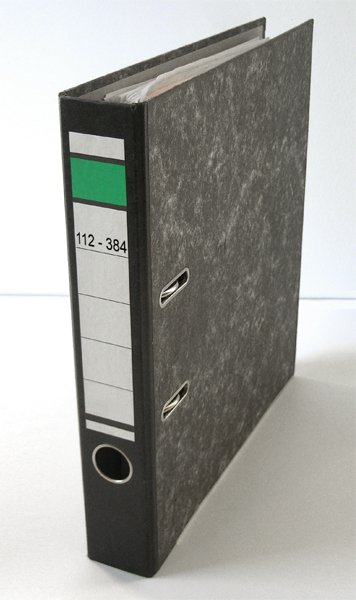
Šanon, pořadač

Šanon nebo též pořadač či kroužkový blok je označení pro desky, vyrobené typicky z tvrdého kartonu, s otevíracím mechanismem ok o standardním rozchodu, na která se navlékají listy papíru proděravěné po okrajích nebo fóliové kapsy s vlastními otvory.

## Funkce
Šanony slouží k uchování (proděravěných) papírových dokumentů nebo dokumentů v plastových fóliích (s vlastním děrovaným proužkěm na okraji).
Vyrábí se v různých barvách a tloušťkách, jejich velikost obvykle bývá volena pro dokumenty formátu A4, běžně jsou však k dostání i jiné formáty, například tříkroužkové osobní organizéry.
Typicky mají nějaký uchycovací systém. Ten může být pákový, nebo secvakávací, přímým tahem / tlakem prstů na oka, kdy pak jde o tzv. kroužkový blok. Pákové jsou téměř výhradně ve formátu A4 a dvouoké, kroužkové pružinové bývají pro A4 jak dvouoké, tak ctyřoké. Pro jiné formáty s jinými počty ok už jde typicky jen o kroužkové bloky: Například pro A5 bývají trojoké, tedy stále zachovávají standardní rozteč 8 cm. Pro zařazení listu papíru přímo do šanonu, i bez použití obalové fólie s vlastním perforovaným proužkem na okraji, tzv. košilky, lze běžně pořídit děrovačky o standardní roztečí děr právě 8 cm, a to i nastavitelné pro různé vzdálenosti děr od okraje listu papíru.
Na hřbetu může být umístěn vhodná etiketa pro popis obsahu šanonu. Standardizované šanony mívají na hřbetu již přilepený linkovaný papírový štítek, nebo lze na hřbet kroužkových bloků nalepit papírovou kancelářskou samolepku. Jinou možností je plastové provedení šanonu či kroužkového bloku, kdy je na hřbet i desky přitavena po třech hranách průhledná fólie, čímž znikají kapsy na vkládání papírů s nápisy, na vyměnitelné popisky.

## Původ slova
Podle Českého etymologického slovníku pochází slovo z německého Shannon nebo Schannon a jedná se o slovo pocházející z obchodního jména.